# Solar Anomalous and Magnetospheric Particle Explorer
Solar Anomalous and Magnetospheric Particle Explorer ou SAMPEX é um satélite artificial lançado em julho de 1992 e colocado em uma órbita à 520-670 km de altitude com 82° de inclinação. A satélite tinha uma vida útil estimada de 3 anos, mas excedeu este tempo, permanecendo ativo por quase uma década. O satélite operou em um modo com os 3-eixos estabilizados, mas girou por curtos períodos. 

## Instrumentos
O SAMPEX levou quatro instrumentos projetados para medir a radiação ambiental da magnetosfera da Terra:
- Heavy Ion Large Area Proportional Counter Telescope (HILT) - um contador de íons pesados;
- Low Energy Ion Composition Analyzer (LICA) - media a composição de íos de baixa energia;
- Mass Spectrometer Telescope (MAST) - um espectômetro de massa;
- Proton/Electron Telescope (PET)

O instrumento MAST media a composição isotrópica de elementos entre o Lítio (Z=3) e o Níquel (Z=283) com energias de 10 até várias centenas de 
MeV/nucleon.